# Бегімлі
Бегімлі (азерб. Bəyimli) — селище міського типу в Зердабському районі Азербайджану. Селище розташоване за 30 км від залізничної станції Уджари (на лінії Євлах — Казі-Магомед).
Статус селища міського типу від 1968 року.

## Відомі уродженці
- Брати Ширінови

## Населення
| 1970 | 1979 | 1989 | 2011 |
| ---- | ---- | ---- | ---- |
| 724  | 914  | 1009 | 900  |